# Zagórze (Przysucha)
Pour les articles homonymes, voir Zagórze.
Zagórze (prononciation : [zaˈɡuʐɛ]) est un village polonais de la gmina de Wieniawa dans le powiat de Przysucha de la voïvodie de Mazovie dans le centre-est de la Pologne.
Il se situe à environ 6 kilomètres au nord-ouest de Wieniawa (siège de la gmina), 9 kilomètres au nord-est de Przysucha (siège du powiat) et à 93 kilomètres au sud de Varsovie (capitale de la Pologne).

## Histoire
De 1975 à 1998, le village appartenait administrativement à la voïvodie de Radom.